# Мюллер, Отто (искусствовед)
Отто Мюллер (нем. Otto Müller; 26 сентября 1911, Штайнбах — 18 октября 1999, Михельштадт) — немецкий историк искусства, специалист по искусству Средних веков и охране памятников истории и культуры.

## Биография
Мюллер родился в Штайнбахе недалеко от Михельштадта (земля Гессен) в 1911 году. В четырнадцатилетнем возрасте он познакомился в Штайнбахе с будущим профессором истории искусств Хансом Христом. Эта встреча помогла ему определить своё будущее.
Отто Мюллер начал изучать историю искусства, романскую филологию и философию в Лейпцигском университете. Будучи студентом, он между 1931 и 1933 годами участвовал в археологических раскопках на территории базилики Эйнхарда (Айнхарда) в Штайнбахе, памятника архитектуры Каролингского возрождения (768—814). Мюллер получил докторскую степень в 1934 году за диссертацию о базилике Эйнхарда, выполненную под руководством Лео Брунса. Первые два раздела диссертации были опубликованы в 1937 году в Зелигенштадте. Затем он стал ассистентом Института истории искусств при Рейнско-Вестфальском техническом университете Ахена (Rheinisch-Westfälische Technische Hochschule Aachen; RWTH Aachen University). Это дало Отто Мюллеру возможность исследовать вторую базилику Эйнхарда в Зелигенштадте. Результаты исследований были опубликованы в 1936 году и вызвали сенсацию в профессиональном мире.
Мюллер заложил основу музея в бывшей прелатуре монастыря Зелигенштадт. В 1937 году эта деятельность была прервана, как и его обширная работа по сохранению императорского дворца в Зелигенштадте. Мюллер проходил военную службу в военном госпитале в Зелигенштадте. В 1943 году он женился на Элизе Аугенштейн, брак остался бездетным.

## Профессиональная деятельность
После Второй мировой войны, с 1946 года, Мюллер работал в Управлении государственных памятников земли Гессен. Там он отвечал за территорию Большого Штаркенбурга. Как хранитель (Konservator) исторических памятников, он несколько раз предотвращал снос или продажу зданий и земель вокруг бывшего аббатства Зелигенштадт. Мюллер вернулся к раскопкам в Зелигенштадте и в Штайнбахе, осуществил реставрацию базилики Эйнхарда в Зелигенштадте, которая была освобождена от элементов барокко и других позднейших перестроек. В 1956 году Отто Мюллер заново открыл капеллу Арнхейдера, провёл исследования и опубликовал их результаты. Он также сыграл решающую роль в охране исторического центра города Зелигенштадт, в частности, сохранения старинных фахверковых домов. Помимо публикации в 1937 году о базилике в Штайнбахе, в 1964 году Отто Мюллер издал капитальное исследование об аббатстве Зелигенштадт. В конце 1960-х годов появились две работы о соборе и соборной сокровищнице в Аахене. Эти работы многократно переиздавались.
В 1966 году Отто Мюллер основал рабочую группу, которая занималась реставрационными работами в базилике Эйнхарда. В 1973 году Мюллер опубликовал сборник «Аббатство Эйнхарда Зелигенштадт-на-Майне» (Die Einhard-Abtei Seligenstadt am Main) и написал на эту тему обширное количество статей. В 1976 году, достигнув почтенного возраста, Мюллер ушел с государственной службы. До этого ему удалось предотвратить строительство атомной электростанции в районе замка Зелигенштадт. В 1996 году он смог увидеть завершение своей самой важной работы в соавторстве с Томасом Людвигом и Ирмгард Виддра-Шписс «Эйнхардсбазилика в Штайнбахе около Михельштадта в Оденвальде» (Einhardsbasilika in Steinbach bei Michelstadt im Odenwald).
На протяжении всей жизни Отто Мюллер отказывался от любых почестей и наград. Он отклонил Крест за заслуги перед Германией, который предлагали ему несколько раз, а также почётное гражданство города Зелигенштадт. Он умер через четыре недели после смерти своей жены 18 октября 1999 года. По случаю его смерти и как дань уважения его памяти Карл Франц опубликовал эссе: «Доктор Отто Мюллер — жизнь за сохранение памятников» (Dr. Otto Müller — Ein Leben für die Denkmalpflege).

## Основные публикации
- Аббатство Эйнхард Зелигенштадт-на-Майне (Die Einhard-Abtei Seligenstadt am Main)

- Зелигенштадт: бывшее бенедиктинское аббатство (Seligenstadt: ehemalige Benediktiner-Abtei). 1975

- Собор в Ахене (Der Dom zu Aachen). 1972

- Сокровище Ахенского собора (Der Aachener Domschatz). 1972

- Эйнхардсбазилика в Штайнбахе около Михельштадта в Оденвальде (Einhardsbasilika in Steinbach bei Michelstadt im Odenwald). 1996